# Fakulteta za sociologijo, politične vede in novinarstvo v Ljubljani
Fakulteto za sociologijo, politične vede in novinarstvo, s sedežem v Ljubljani, je nekdanja fakulteta, ki je bila članica Univerze v Ljubljani.

## Zgodovina
Fakulteta je bila ustanovljena leta 1970, ko je bila dotedanja Visoka šola za sociologijo, politične vede in novinarstvo sprejeta kot nova članica v Univerzo v Ljubljani. Leta 1991 je bila preimenovana v Fakulteto za družbene vede.